# Козацька могила (Александрув-Куявський)
Козацька могила в Александрові-Куявському — поховання 17 вояків Дієвої Армії УНР, поселених у грудні 1920 року в Таборі інтернованих № 6, які померли під час проживання у ньому (перед розформуванням табору восени 1921).
Цвинтар слугував місцем релігійних і патріотичних урочистостей, зорганізовуваних українськими емігрантами, що перебували в Польщі в період між двома світовими війнами. Після 1945 року, коли українські об'єднання на Помор'ї і Куявії були розпорошені, про цвинтар забули. Ініціаторами його відновлення в 1991 році виступили історик Омелян Вішка і полковник Шимон Сметана. Від 1993 року що червня це місце проведення екуменічних богослужінь.
Комплекс цвинтаря утворює могилу із запорізьким хрестом, 17 надгробків із хрестами, без іменних табличок з огорожею з інформаційними таблицями.

## Обставини появи цвинтаря
Цвинтар померлих у таборі вояків армії УНР був закладений у часи існування табору для інтернованих. У 1921 році граф Едвард Мицєльський-Трояновський виділив для тієї мети ділянку землі поблизу бараків табору. 24 липня того ж року офіцери, які перебували в таборі, закликали інших інтернованих до впорядкування цвинтаря і встановлення на ньому пам'ятника. Зібрано 20 тисяч польських марок, що дозволило впорядкувати поховання і підготувати проект пам'ятної могили. Роботи з впорядкування і насипання могили виконали самі інтерновані. Одразу після появи могила виглядала наступним чином:
|  | На кургані встановлено чорного запорізького хреста. По середині хреста розташовано герб — тризуб, а на раменах напис українською мовою: «Борцям за волю України офіцери і солдати 4 і 6 Дивізій». На звороті був напис: «Pro Ukraine libertate mortuis» і далі по-польськи «Bohaterom walki o wolność Ukrainy 4 i 6 Dywizje Ukraińskie - 1921» |

На передньому схилі могили інтерновані прикріпили табличку з червоного пісковику з написом українською мовою: Хай ворог знає, що козацька сила/ще не вмерла під ярмом тирана/що кожна степова могила/це вічна непімщена рана.

### Освячення
18 вересня 1921 року до Александрова Куявського прибув головний капелан Дієвої Армії УНР, священик Павло Пащевський, який відправив Святу Службу Божу в таборовій каплиці, після чого освятив цвинтар. На урочистостях були присутні представники міських властей. Промови виголосили один із присутніх урядників, священик Пащевський і хорунжий Соловчук від імені таборової громади. На 17 могилах покладено вінки, під спів «Заповіту» на слова Тараса Шевченка.
Цвинтар був обнесений колючим дротом і бетонними стовпчиками з тризубами, поховання прикрито дерном і на них було розміщено таблиці з прізвищами похованих.

## Цвинтар як місце пам'яті

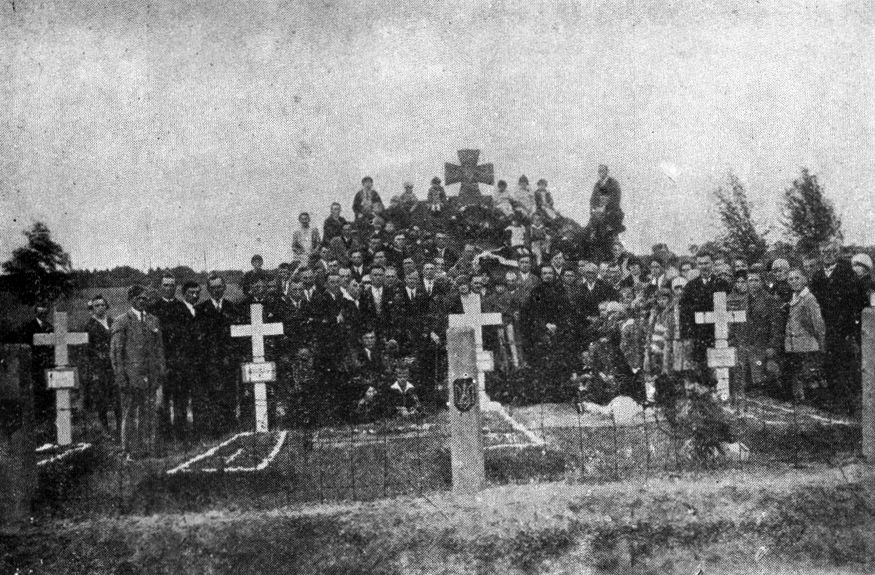
Панахида по Симонові Петлюрі. 1930 рік

У міжвоєнне двадцятиліття александрівський український цвинтар був місцем щорічних богослужінь і патріотичних урочистостей, що збирали об'єднання емігрантів-українців з усього терену Помор'я і Куявії. Українська назва цвинтаря Козацька могила. 29 травня 1927 року тут вперше відправлено панахиду за Симона Петлюру. Богослужіння провів священик парафії Святого Миколая в Торуні Стефан Рудик. Відтоді панахиди по Петлюрі та інших учасниках боротьби за незалежність України стали в Александрові Куявському традицією; участь у них брали українці з цілого краю. Після відправи відбувалися урочисті академії. У 1930 році Козацька могила була впорядкована групою емігрантів під наглядом M. Чохи. У 1932 році вперше поєднано церемонії пам'яті Симона Петлюри з відзначенням річниці відродження української армії.
Як згадував учасник урочистостей на цвинтарі в 1939 році Віктор Бабич:
|  | Приїздили на ранкову відправу в місцевій православній церкві, яка в той день не могла вмістити вірних (...). Прибували до Александрова Куявського люди з усіх можливих керунків (...). (...) біля години десятої всі збиралися біля ринку. Тут починали формуватися відділи колишніх вояків Армії Української Народної Республіки. Лунали вигуки і рапорти, віддавалися команди і накази старшини. (...) Український військовий цвинтар був впорядкований і прикрашений квітами |

## Історія цвинтаря після Другої світової війни

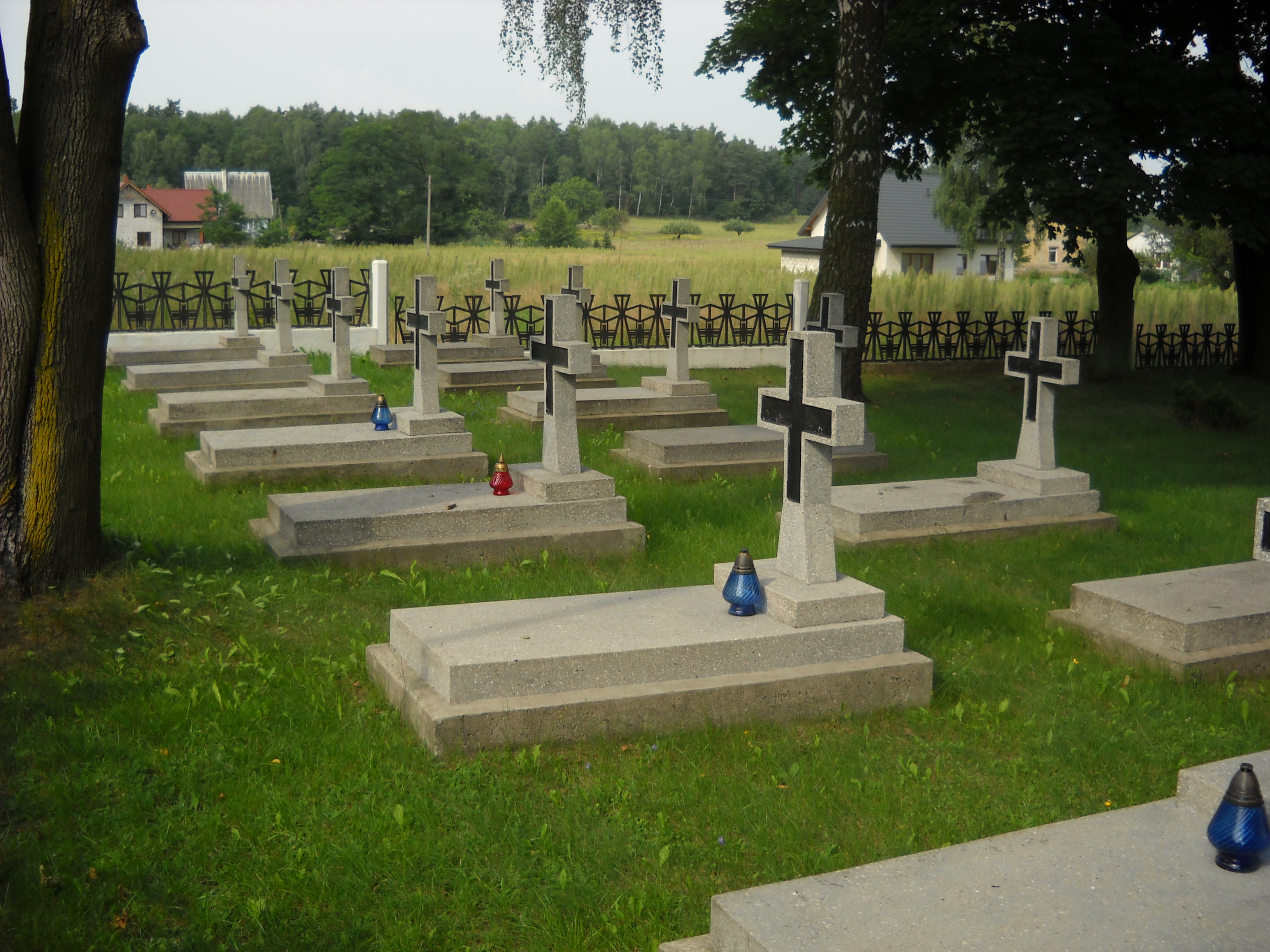
Вигляд цвинтаря, літо 2010 року

Після розпорошення об'єднань українських емігрантів на Помор'ї і Куявії, а серед них і груп, що мешкали в самому Александрові Куявському і в Торуні, після 1945 року про цвинтар забули.
До його відновлення приступили весною 1991 року з ініціативи історика Еміліана Вішки і полковника Шимона Сметани, за підтримки органів місцевого самоврядування, зокрема міського голови Александрова Куявського Здіслава Насінського і його заступника Станіслава Крисінського. Між квітнем 1992 року і весною 1993 року здійснено впорядкування цвинтаря, під час якого відновлено огорожу з використанням збережених стовпчиків, виготовлено нову пам'ятну табличку з початковим написом, викарбуваним тим самим шрифтом. Роботи виконала львівська фірма «Некрополіс». Патронат над проектом узяло Об'єднання українців у Польщі та посольство України в Республіці Польща. На чолі громадського координаційного комітету став Славомир Маньковський.
Відновлений цвинтар відкрито 12 червня 1993 року, коли православне, греко-католицьке, протестантське i католицьке духівництво відправили екуменічну Службу Божу. Серед них були римо-католицький владика вроцлавський Броніслав Дембовський, греко-католицький митрополит перемисько-варшавський Ян Мартиняк і православний архієпископ лодзький і познанський Симон Романчук. Владу незалежної України на урочистостях представляв посол України в Республіці Польща Геннадій Удовенко і заступник міністра оборони України, генерал Володимир Мулява. Міський голова Александрова Куявського в своєму виступі наголосив на важливості дій спрямованих на збереження спільної історії в контексті європейської інтеграції. Провідник Об'єднання українців у Польщі висловився про необхідність зближення двох націй і запобігання ворожнечі між ними в майбутньому.
Служба Божа екуменічна проходить відтоді в кожну першу суботу червня.

### Праці
- Колянчук О., Незабутні могили, Львів 1993.
- Babicz W., Panichida na Kozackiej Mogile w czerwcu 1939 (wspomnienia uczestnika) [w:] red. E. Wiszka, Aleksandrów Kujawski. Obozy jeńców i internowanych 1918—1921, Wydawnictwo Naukowe Uniwersytetu Mikołaja Kopernika, Toruń 2008, ISBN 978-83-231-2212-8 (пол.)
- Cieśla A. Odbudowa Ukraińskiego Cmentarza Wojskowego w Aleksandrowie Kujawskim (1992—1993) [w:] ed. E. Wiszka, Aleksandrów Kujawski. Obozy jeńców i internowanych 1918—1921, Wydawnictwo Naukowe Uniwersytetu Mikołaja Kopernika, Toruń 2008, ISBN 978-83-231-2212-8 (пол.)
- Waszkiewicz Z., Życie religijne w Obozie Internowanych nr 6 w Aleksandrowie Kujawskim w 1921 roku [w:] red. E. Wiszka, Aleksandrów Kujawski. Obozy jeńców i internowanych 1918—1921, Wydawnictwo Naukowe Uniwersytetu Mikołaja Kopernika, Toruń 2008, ISBN 978-83-231-2212-8 (пол.)
- Wiszka E., Emigracja ukraińska w Polsce 1920—1939, MADO, Toruń 2005, ISBN 83-89886-08-1 (пол.)